# Kabinett Darányi

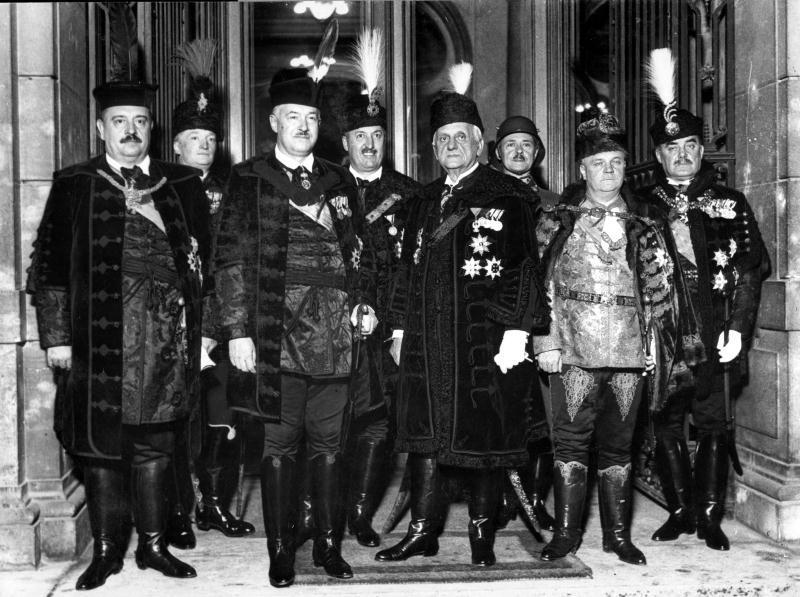
Kabinett Darányi

Das Kabinett Darányi war die Regierung des Königreichs Ungarn von 1936 bis 1938. Es wurde am 12. Oktober 1936 vom ungarischen Ministerpräsidenten Kálmán Darányi gebildet und bestand bis zum 14. Mai 1938.

## Minister
Parteien:
_ Nemzeti Egység Pártja (Nationale Partei der Einheit)
_ parteilos
| Amt                                                    | Amtsträger | Amtsträger               | Beginn Amtszeit  | Ende Amtszeit   |
| ------------------------------------------------------ | ---------- | ------------------------ | ---------------- | --------------- |
| Ministerpräsident                                      |            | Kálmán Darányi           | 12. Oktober 1936 | 14. Mai 1938    |
| Innenminister                                          |            | Miklós Kozma             | 12. Oktober 1936 | 3. Februar 1937 |
| Innenminister                                          |            | Kálmán Darányi (interim) | 3. Februar 1937  | 10. April 1937  |
| Innenminister                                          |            | József Széll             | 10. April 1937   | 14. Mai 1938    |
| Außenminister                                          |            | Kálmán Kánya             | 12. Oktober 1936 | 14. Mai 1938    |
| Verteidigungsminister                                  |            | Vilmos Rőder             | 12. Oktober 1936 | 14. Mai 1938    |
| Finanzminister                                         |            | Tihamér Fabinyi          | 12. Oktober 1936 | 9. März 1938    |
| Finanzminister                                         |            | Lajos Reményi-Schneller  | 9. März 1938     | 14. Mai 1938    |
| Justizminister                                         |            | Andor Lázár              | 12. Oktober 1936 | 9. März 1938    |
| Justizminister                                         |            | Ödön Mikecz              | 9. März 1938     | 14. Mai 1938    |
| Ackerbauminister                                       |            | Kálmán Darányi           | 12. Oktober 1936 | 9. März 1938    |
| Ackerbauminister                                       |            | Ferenc Marschall         | 9. März 1938     | 14. Mai 1938    |
| Minister für Kultus und Unterricht                     |            | Bálint Hóman             | 12. Oktober 1936 | 14. Mai 1938    |
| Minister für Industrie Minister für Handel und Verkehr |            | Géza Bornemisza          | 12. Oktober 1936 | 14. Mai 1938    |
| Minister für Wirtschaft                                |            | Béla Imrédy              | 9. März 1938     | 14. Mai 1938    |

## Quelle
- A Darányi kormány